# Euglenes oculatus
Euglenes oculatus là một loài bọ cánh cứng trong họ Aderidae. Loài này được Paykull miêu tả khoa học năm 1798.